# 브리스 기야르
브리스 기야르(프랑스어: Brice Guyart, 1981년 3월 15일~)는 프랑스의 펜싱 선수로 주 종목은 플뢰레이다. 2000년 하계 올림픽의 단체전과 2004년 하계 올림픽의 개인전에서 금메달을 획득했다.